# Nematabramis
Nematabramis és un gènere de peixos de la família dels ciprínids i de l'ordre dels cipriniformes.

## Taxonomia
- Nematabramis alestes (Seale & Bean, 1907)
- Nematabramis borneensis (Inger & Chin, 1962)
- Nematabramis everetti (Boulenger, 1894)
- Nematabramis steindachneri (Popta, 1905)
- Nematabramis verecundus (Herre, 1924)[1][2]